# Durlung
Durlung (nepalski: दुर्लुङ) – gaun wikas samiti w zachodniej części Nepalu w strefie Dhawalagiri w dystrykcie Parbat. Według nepalskiego spisu powszechnego z 2001 roku liczył on 681 gospodarstw domowych i 3346 mieszkańców (1796 kobiet i 1550 mężczyzn).